# El’ad
Elʿad (El-ad, hebräisch אֶלְעָד) ist eine Planstadt in Israel im Zentralbezirk, östlich vom Großraum Tel Aviv. Sie liegt zwischen Rosch haʿAjin und Schoham und zählt zum Unterbezirk Petach Tiqwah. Ihr Name bedeutet „Gott für immer“. Namensgeber für die moderne Stadt ist ein Mitglied (1.Chronik 7,21) des hier gelegenen, biblischen Stammes der Ephraimiter.

## Geschichte
Die Stadt wurde 1998 gegründet, um mehr Wohnraum für die schnell wachsende ultraorthodoxe jüdische Bevölkerung zu schaffen. Insbesondere gilt sie als Satellitenstadt von Bnei Braq, wo es kaum noch Reserven für den Wohnungsbau gibt.
Im Februar 2008 erhielt Elʿad den Status einer Stadtverwaltung.
Elʿad hatte 2009 bereits 36.000 Einwohner, 2018 waren es 47.866. Sie gilt als eine der am schnellsten wachsenden Städte Israels.

## Einwohner
Das israelische Zentralbüro für Statistik gibt bei der Volkszählung vom 28. Dezember 2008 für die Stadtverwaltung folgende Einwohnerzahl an:
| Jahr der Volkszählung | 2008   | 2016   |
| Anzahl der Einwohner  | 33.783 | 45.854 |